# Municipio de Acatlán (Puebla)
El municipio de Acatlán es un municipio del estado mexicano de Puebla, cuya cabecera es la ciudad de Acatlán de Osorio, conocida como La Perla de la Mixteca.

## Toponimia
Su nombre es de origen náhuatl, y deriva de ácatl(caña, carrizo), y "tlan" (tierra), de donde significa "En el carrizal", o Cañaveral. Se localiza en el sur del estado, en el valle del río Acatlán, perteneciente a la cuenca del río Atoyac-Balsas. Originalmente recibió el nombre mixteco de Yavidaxiu, que en idioma mixteco significa Agua Turbia. Su nombre oficial es Acatlán de Osorio en memoria del señor coronel Joaquín Osorio, que sucumbió al golpe de las balas del partido conservador.

## Geografía
El término municipal de Acatlán ocupa una superficie de 483.48 km 2. Limita al norte con Santa Inés Ahuatempan; al oriente con Xayacatlán de Bravo y San Jerónimo Xayacatlán; al sur con el municipio de Petlalcingo, San Pedro Yeloixtlahuaca y San Pablo Anicano; al oeste con Ahuehuetitla y el municipio de Tehuitzingo. Posee un enclave ubicado al suroeste del municipio. Este territorio limita al norte y al oeste con el municipio de Piaxtla, al oriente con el municipio de Guadalupe y al suroeste con el municipio de Tecomatlán; el aur sus límites corresponden al estado de Oaxaca, en particular al municipio de Fresnillo de Trujano, el municipio de Mariscala de Juárez y el municipio de San Juan Cieneguilla.

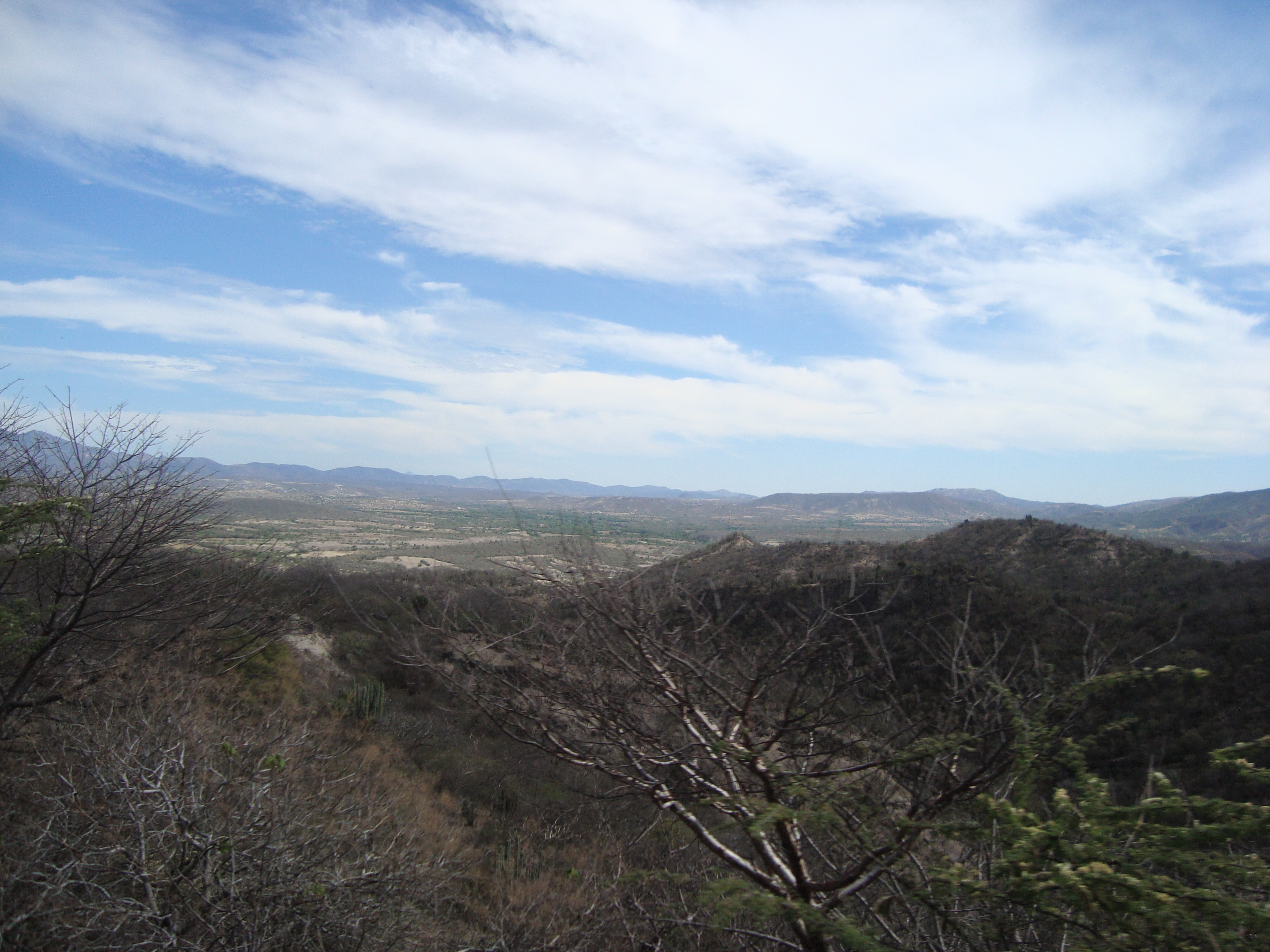
Vista general del valle de Acatlán

### Orografía
El territorio acateco se ubica en dos regiones morfológicas. Hacia el norte, con alturas de más de 1500 m s. n. m., se encuentra la Sierra de Acatlán. Esta cadena montañosa forma un arco que cubre el oriente, poniente y norte del municipio. Hacia el sur, la sierra se disuelve en lomeríos que terminan en el valle de Acatlán, regado por el río del mismo nombre, que es además el punto más bajo del municipio. El valle y la sierra forman parte de la Mixteca Baja Poblana. Esta región se caracteriza por su abrupto relieve. Entre los picos más importantes de Acatlán se encuentran La Cuesta, El Hechicero, Coronilla, Palo Redondo, El Zopilote, Loma Larga y Palos Blancos.

### Hidrografía
Acatlán pertenece a la Región Hidrológica del Río Balsas, y más específicamente, a la cuenca del río Atoyac. El valle es recorrido por el río Acatlán, único con cauce permanente. Este río recibe las aguas de pequeños afluentes que bajan de la sierra, como El Zapote, el San Bernardo, el Ramales y el Tizaa.
El sur de Acatlán es regado por el río Petlalcingo, también tributario del Atoyac. Este río fija el límite sur con San Pedro Yeloixtlahuaca.

### Clima
En el municipio se presenta la transición de los climas secos de la Mixteca Baja, a los cálidos del Valle. Se identifican tres climas. Clima semicálido subhúmedo con lluvias en el verano; se presenta en las zonas montañosas del norte, y pequeñas áreas al sudeste suroeste. Clima cálido subhúmedo con lluvias en verano. Es el clima predominante; se identifica en el área comprendida entre las zonas montañosas y las partes más bajas del municipio. Clima semiseco muy cálido en las zonas más bajas del municipio.

## Demografía
De acuerdo a los resultados del Censo de Población y Vivienda de 2010 realizado por el Instituto Nacional de Estadística y Geografía, la población total del municipio de Acatlán asciende a 33 865 personas; de las que 15 545 son hombres y 18 320 son mujeres.

### Localidades
El municipio incluye en su territorio un total de _ localidades. Las principales, considerando su población del censo de 2010 son:
| Localidad             | Población |
| Total Municipio       | 33 865    |
| Acatlán de Osorio     | 19,341    |
| San Vicente Boquerón  | 2,951     |
| Amatitlán de Azueta   | 1,734     |
| Las Nieves            | 1,435     |
| Tetelcingo            | 1,199     |
| Hermenegildo Galeana  | 1,013     |
| La Huerta             | 907       |
| San Bernardo (Puebla) | 828       |

### Sociología
Con respecto a la marginación el municipio tiene un índice de -0.213, lo que quiere decir que su grado de marginación es media por lo que ocupa el 178 lugar con respecto al Estado. En el municipio la religión que predomina es la católica con un 95,71% siguiendo la protestante con 1,6% de la población.

## Vías de comunicación
La carretera panamericana federal 190 atraviesa el municipio, entra por el oeste con dirección sudeste hasta tocar la cabecera municipal, de ésta, parte un ramal de la cabecera federal que llega a la localidad de San Juan Ixcaquixtla, en donde se le une una carretera estatal. El ramal principal sigue en dirección sudeste hasta el estado de Oaxaca. El resto del municipio se encuentra comunicado por una extensa red de carreteras secundarias, caminos de terracería y brechas.

## Fiestas y tradiciones
- 30 de marzo: San Gabriel.
- 3 de mayo: Tres Cruces.
- 13 de junio: San António.
- 24 de junio: San Juan Bautista.
- 5 de agosto: Las Nieves.
- 29 de septiembre: San Miguel.

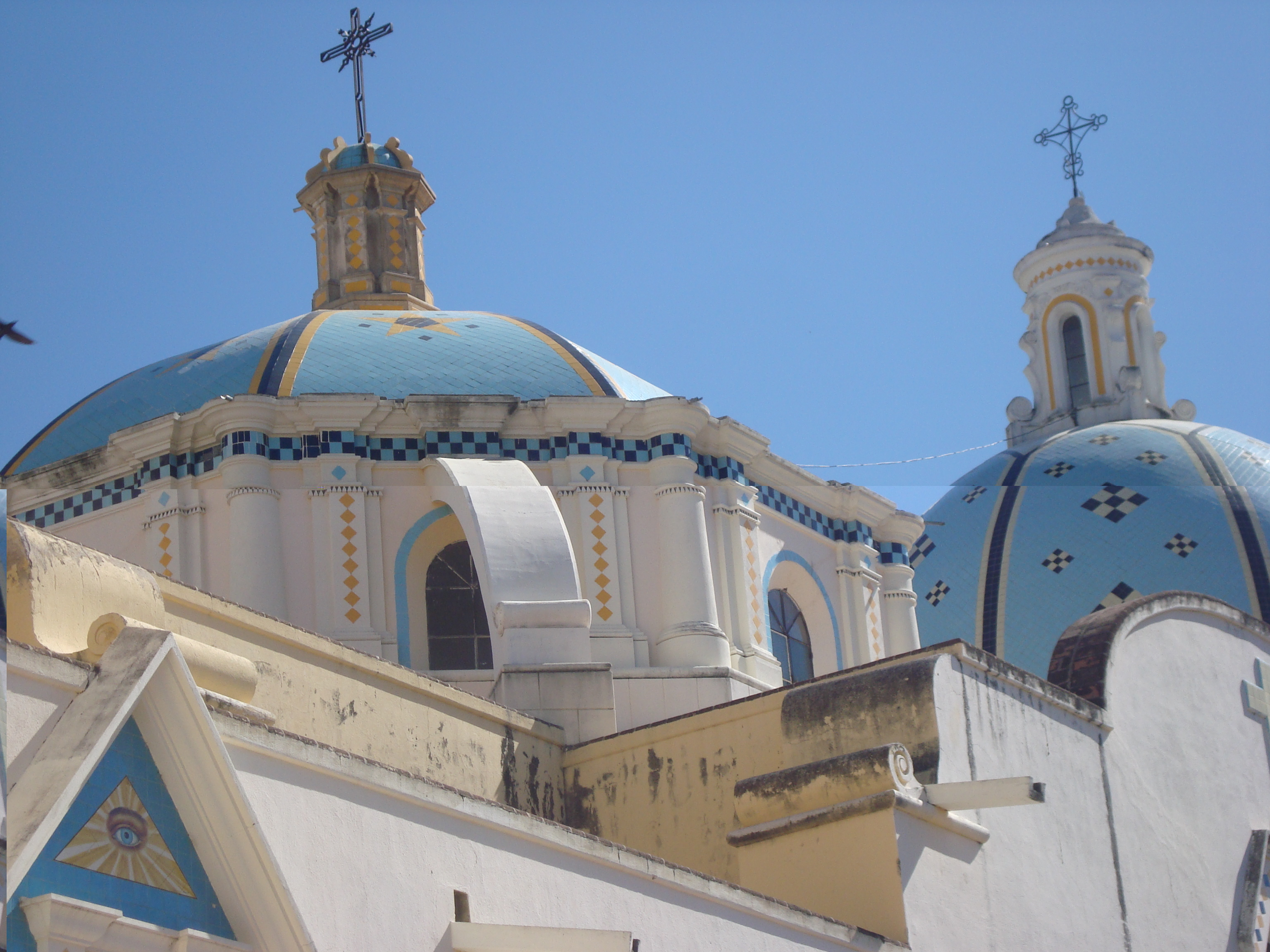
Cúpulas de la parroquia de San Juan Bautista de Acatlán.

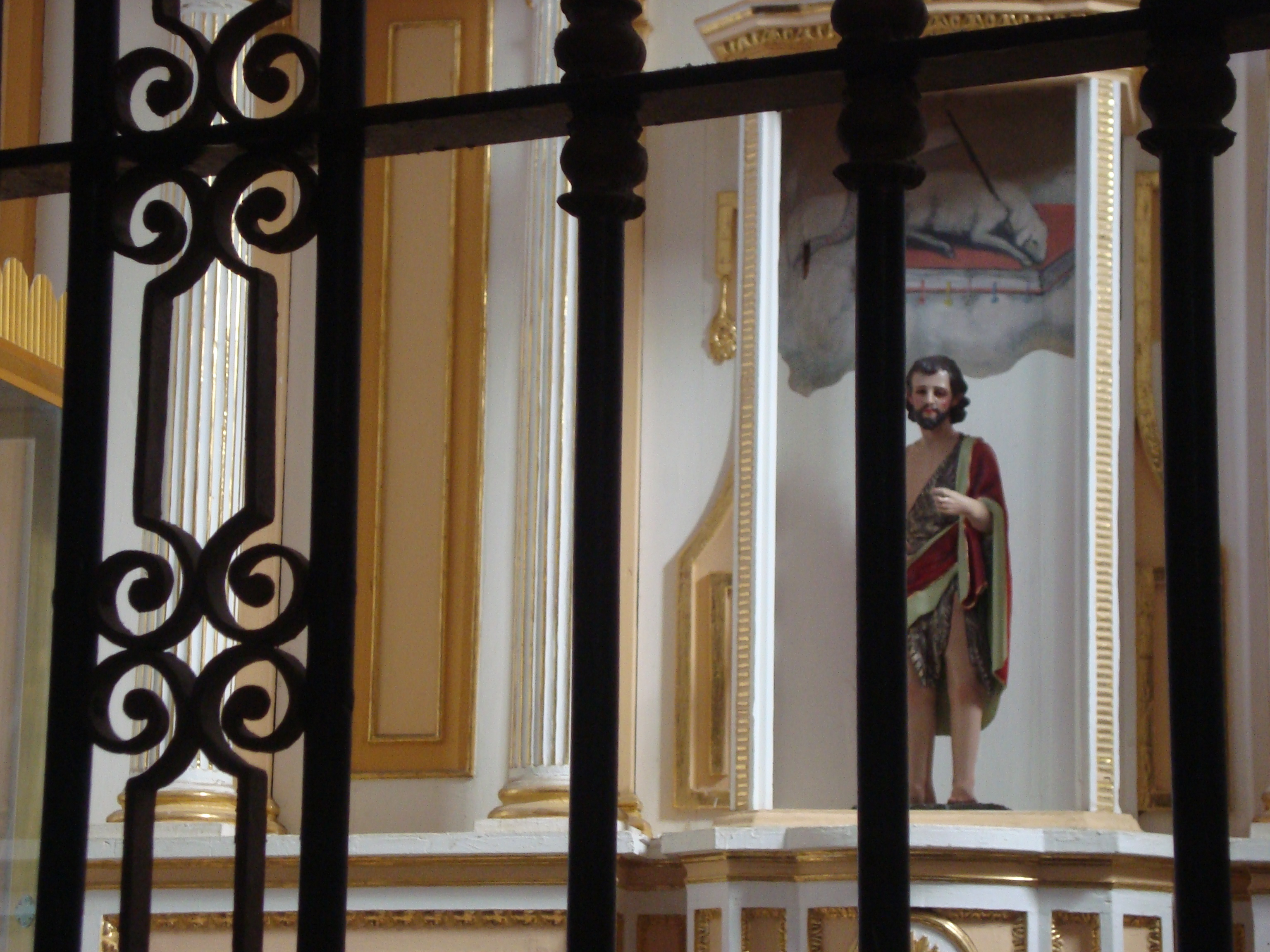
Imagen de San Juan Bautista, patrono de Acatlán de Osorio.

- 24 de octubre: San Rafael. Se festejan con danzas de "Tecuanis", Peregrinación desde la Ciudad de México Distrito Federal (Desde mediados de los años 50s), integrándose con el tiempo las Danzas San Juan Ixhuatepec(Años 70s) Edo. de Méx. y últimamente las Danzas de Ciudad Nezahualcóyotl y Chalco, hasta este Santuario, se organizan fiestas profanas.
- 31 de octubre al 2 de noviembre Celebración del Día de Muertos: se colocan ofrendas en las casas en honor de sus deudos, donde se les ofrece lo que en vida gustaban sus difuntos (pan de muerto, calaveritas de azúcar, tequila, cigarros, etc.), en el Panteón Municipal se montas "guardias" ante las tumbas de los familiares difuntos, adornadas con Flor de Xempazuchil y alumbradas con veladoras. El aroma del ambiente se perfuma delicadamente con el aroma de incienso que se quema también ante las tumbas. También en esta ocasión la Danza de los "Tecuanis" se representan en la entrada de dicho panteón, en donde se monta una especie de Verbena Popular con infinidad de locales ofreciendo alimentos.

## Fundación
El nuevo Acatlán fue fundado el 6 de enero de 1712 por el señor sacerdote Acateco, Ildefonso Navarrete y Mejia. Acatlán fue erigida a la categoría de ciudad el día 3 de abril de 1883 siendo gobernador constitucional del estado el señor general de división don Juan N. Méndez.

### Clasificación de las calles
Los nombres de las calles fueron clasificados originalmente en cuartos, partiendo del centro de la Ciudad que se ubica entre la Presidencia municipal, el Zócalo, la Parroquia de San Juan Bautista y la explanada Juárez, la divide hacia en Norte la Avenida Libertad, hacia el Sur la Avenida Independencia, hacia el Poniente la Avenida Reforma y hacia el Oriente la Avenida Revolución.
- En la parte que se encuentra entre las Avenidas Reforma y Libertad encontramos los nombres de los personajes prehispánicos.
- En la parte que se encuentra entre las Avenidas Reforma e Independencia los nombres de los personajes que intervinieron en la Revolución.
- En la parte que se encuentra entre la Avenida Independencia y Revolución los nombres de los personajes que intervinieron en la Guerra de Reforma.
- Y en la parte que se encuentra entre la Avenida Revolución y Libertad los nombres de los personajes que intervinieron en la Independencia.
Actualmente al extenderse la Zona Urbana y al aumento de nuevas calles y colonias estos nombres solo se conservan en las calles principales de la Ciudad.

## División política
Este Distrito Judicial, es a la vez Distrito Fiscal y forma parte del XII Distrito Electoral del Estado. Cuenta con varias Juntas Auxiliares: Amatitlán de Azueta, San Vicente Boquerón, Hermenegildo Galeana, La Huerta, San Bernardo (Puebla) e Ilamacingo.
La Ciudad de Acatlán está dividida en doce secciones (barrios): San Juan, San Luis, San Rafael (el grande), San Miguel, San Gabriel, Las Nieves, La Palma, San José, San Cristóbal, San Antonio, La Trinidad y Tres Cruces.
Está constituido por dieciséis Municipios Administrativos:
1.- Acatlán
2.- Tehuitzingo
3.- Ahuehuetitla
4.- Chinantla
5.- Piaxtla
6.- Tecomatlán
7.- Axutla
8.- San Pablo Anicano
9.- San Pedro Yeloixtlahuaca
10.- Guadalupe Santa Ana
11.- Xayacatlán de Bravo
12.- San Jerónimo Xayacatlán
13.- Totoltepec de Guerrero
14.- Petlalcingo
15.- Chila de las Flores
16.- San Miguel Ixitlán

## Historia
Aproximadamente hace unos 600 años, la población de El Zapote, hoy conocida como Hermenegildo Galeana, fue ocupada por un grupo mixteco, cuyos restos arqueológicos fueron encontrados en la década de 1940 y hoy se conservan en el museo de la ciudad. Hay en el municipio una pequeña colina conocida como "El Cantón" donde se supone que estuvo el asiento del poder mixteco en la región.
Cuando los mexica emprendieron la conquista de las tierras de la Mixteca y de Oaxaca, uno de los primeros sitios en caer fue el señorío mixteco de Acatlán, llamado en aquel tiempo Tizáa. Para sellar la unión del señorío conquistado con el Estado mexica, la princesa acateca Teoxóchitl (flor divina), fue casada con un integrante de la casa reinante en México, con quien procreó dos hijos.
Se supone que el conquistador Hernán Cortés dejó un manuscrito en la población de Tehuitzingo, sin embargo se ignora su paradero hasta la fecha. El territorio de Acatlán fue tomado por los españoles cuando se dirigían hacia las Hibueras (Honduras), poco después de la conquista de México-Tenochtitlan.
En el año de 1711 un terremoto destruyó el viejo Acatlán, lo que ocasionó la refundación de la ciudad en 1712 en el sitio donde hoy se encuentra, por un sacerdote de nombre Ildefonso Navarrete y Mejía.
Acatlán fue erigida a la categoría de ciudad el día 3 de abril de 1883. El decreto fue expedido por el gobernador constitucional del estado de Puebla, General de División Juan N. Méndez.
Al iniciar la Revolución mexicana, la Hacienda Nueva de Acatlán fue atacada por Fortino Ayaquica Rangel, quien luego sería coronel del Ejército Libertador del Sur que comandaba Emiliano Zapata.
En marzo de 1911, el general Zapatista Jesús Chávez Carrera oriundo de Piaxtla, con un contingente que sumaba más de 100 hombres se trasladó a Tlaxcoapan, donde se le incorporaron otros 100 hombres. Con esta fuerza ya pudo tomar el pueblo de Acatlán; en esta población declinó el mando en favor de Francisco J. Ruiz, por tener éste mayor preparación, pues había desempeñado el cargo de secretario del ayuntamiento.
Uno de sus personajes más destacados en la época de Revolución de esta Entidad fue una mujer llamada Juana Guadalupe Barragan, conocida como "Guadalupe La Chinaca".